# Mathieu de Montmorency-Laval
Mathieu Jean Félicité, hertig av Montmorency-Laval, född den 10 juli 1767 i Paris, död där den 24 mars 1826, var en fransk statsman.
de Montmorency-Laval kämpade i nordamerikanska frihetskriget (1775–83), omfattade med iver de moderna frihetsidéerna och blev 1789 medlem av nationalförsamlingen. Sedan revolutionen antagit en våldsam karaktär, emigrerade han 1792 till Schweiz, återvände till Frankrike 1795, men avhöll sig från det politiska livet ända till bourbonernas återkomst 1814. Han slöt sig då till det ultrarojalistiska partiet, blev 1815 medlem av pärskammaren och i december 1821 utrikesminister och konseljpresident i det efter hertigens av Richelieu fall bildade reaktionära kabinettet. På kongressen i Verona 1822 verkade han för en intervention i Spanien till Ferdinand VII:s förmån, avgick i december samma år ur ministären, men fortsatte ändå att som en av kongregationens ledare verka kraftfullt för den religiösa och politiska reaktionen. Han upphöjdes 1822 till hertig och blev 1825 ledamot av Franska akademien